# Margaret Pittman
Margaret Jane Pittman (Prairie Grove, Arkansas, 20 de enero de 1901–Cheverly, Maryland, 19 de agosto de 1995) fue una bacterióloga estadounidense, pionera cuya investigación en los Institutos Nacionales de Salud (NIH) sobre la fiebre tifoidea, el cólera y la tos ferina, que ayudó a generar el desarrollo de vacunas contra estas enfermedades y otras. Fue la primera mujer en dirigir un laboratorio de los NIH, cuando en 1957 fue nombrada jefa de su Laboratorio de Productos Bacterianos, cargo que ocupó hasta 1971. En la década de 1960, fue una participante clave de los NIH en el desarrollo de normas para la vacuna contra el cólera en la campaña de la Organización del Tratado del Sureste Asiático para controlar el cólera en la región que ahora es Bangladés. Después de su jubilación en 1971, continuó trabajando para la Organización Mundial de la Salud como consultora en normas de vacunas, instalada en El Cairo y Madrid, y para el Instituto Estatal de Sueros y Vacunas en Irán y Connaught Laboratories, Ltd., en Toronto.

## Biografía
Margaret Pittman nació el 20 de enero de 1901 en Prairie Grove, Arkansas. Descendiente de Cyrus Hall McCormick, inventor del segador, era hija de un médico, James Pittman y Virginia Alice McCormick Pittman. De joven, con su hermana Helen y su hermano James, acompañaba a menudo a su padre en su consulta. En 1919, su padre murió de una operación fallida por apendicitis, dejando instrucciones de que todos sus hijos asistieran al Hendrix College en Conway, Arkansas. Su madre complementó sus ingresos como modista y vendedora de frutas y verduras enlatadas para poder mantener la educación de sus hijos en Hendrix College. En 1923 se graduó magna cum laude en Hendrix con una licenciatura en Biología y Matemáticas. Ocupó brevemente un puesto de profesora en la Girl's Academy of Galloway College en Searcy, Arkansas, y se convirtió en la directora de la Academia en su segundo año. Habiendo ahorrado suficiente dinero de su enseñanza para inscribirse en la Universidad de Chicago, obtuvo una maestría en bacteriología en 1926 y un doctorado tres años después, bajo la tutela de Isidore Sidney Falk. Recibió una beca de la Universidad de Chicago y una beca de investigación de la Comisión de Influenza de Metropolitan Life Insurance Company.
Completó su tesis doctoral sobre la patogénesis de la neumonía por neumococo después de aceptar un trabajo en 1928 en el Instituto Rockefeller de Nueva York para trabajar con Rufus Cole en la pregunta: «¿La influenza Hemophilus causa influenza?» uno de los desconcertantes problemas médicos de la época. Su trabajo sobre esta cuestión la llevó a descubrir que existía una segunda cepa (más tarde se descubrió que eran múltiples) del organismo, algunas de las cuales estaban encapsuladas. Esta investigación permitió el desarrollo de un antisuero y, posteriormente una vacuna conocida como Hib contra la meningitis causada por una cepa (conocida como cepa b) de H. influenza, que a menudo provocaba ceguera y, a veces, la muerte en los niños más pequeños. Esta investigación también le valió a Pittman una reputación científica internacional antes de cumplir los treinta años.
En 1934, cuando la Gran Depresión se apoderó del país, el nombramiento de Pittman en el Instituto Rockefeller finalizó y, aceptando un recorte salarial, aceptó un puesto en los Laboratorios del Departamento de Salud del Estado de Nueva York, donde trabajó en productos biológicos (vacunas y antisueros inyectados en el cuerpo humano). En 1935, el Congreso de los Estados Unidos aprobó y el presidente Franklin D. Roosevelt firmó la Ley de Seguridad Social, que incluía fondos para expandir la investigación sanitaria en el gobierno federal. Al año siguiente, Pittman se incorporó al Instituto Nacional de Salud (luego Institutos Nacionales de Salud) y trabajó con Sarah Branham Matthews, quien había sido una de sus profesores en la Universidad de Chicago, en el desarrollo de normas para un suero contra el meningococo. Como parte de este trabajo, Pittman y Branham introdujeron el primer método estadístico, el método de Reed y Muench, en las pruebas biológicas.
Durante la Segunda Guerra Mundial, su trabajo se centró en las fiebres tras la administración de sangre y productos sanguíneos. Sus investigaciones sobre el proceso y los medios utilizados en las pruebas de esterilidad llevaron a cambios que protegieron a los receptores de transfusiones. Un cambio clave fue que un vial de sangre donada se mantuviera separado del recipiente principal de sangre donada para las pruebas de esterilidad, de modo que no pudieran introducirse nuevos contaminantes en las jeringas utilizadas para extraer la sangre para las pruebas.
En 1943, poco después de que la División de Control Biológico se trasladara al nuevo campus de los NIH en Bethesda, Maryland, Pittman comenzó a trabajar en un estándar de potencia para una vacuna contra la tos ferina. En colaboración con la médicas Pearl Kindrick y Grace Eldering del Departamento de Salud de Míchigan, que habían sido pioneras en la creación de una vacuna eficaz contra la tos ferina pero que no habían podido desarrollar un ensayo de potencia, Pittman dirigió el inicio en 1949 de las normas estadounidenses para la vacuna contra la tos ferina, que también se convirtieron en la base del requisito de potencia internacional de la Organización Mundial de la Salud. Esto llevó a una disminución de diez veces en la mortalidad por tos ferina en los Estados Unidos entre 1945 y 1954. La seguridad de la vacuna, sin embargo, siguió siendo un tema desconcertante, especialmente el riesgo de reacciones neurológicas similares a las causadas por la propia enfermedad. Durante el resto de su carrera, continuó trabajando en investigaciones que mejorarían la seguridad de la vacuna.
Durante 1955, aceptó ser la presidenta de la Academia Nacional de Ciencias en Washington, por un mandato de un año. En 1958, sus años de incansable investigación se vieron recompensados cuando fue nombrada jefa del Laboratorio de Productos Bacterianos, cargo que ocupó hasta su jubilación en 1971. Pittman, la primera mujer en dirigir un laboratorio de los NIH, nunca se quejó de la discriminación sexual, pero para los historiadores que miran el pasado, es difícil no preguntarse si un hombre que llegó a cualquier institución con una reputación internacional por sus logros de investigación equivalentes a los de ella se le habría hecho esperar veinte años para conseguir tal ascenso.
Durante la década de 1960, trabajó con el Laboratorio de Investigación del Cólera en Dacca, Pakistán Oriental (ahora Bangladés) en un proyecto de la Organización del Tratado del Sureste Asiático (SEATO) encabezado por Joseph Edward Smadel, director asociado de los NIH. Después de la repentina muerte de Smadel en 1963, Pittman se desempeñó como directora del proyecto durante cinco años. Con sus colegas, demostró que el ensayo de potencia de la vacuna contra el cólera estaba directamente relacionado con la efectividad de la vacuna. También fue consultora de la Organización Mundial de la Salud en la formulación de los requisitos de la OMS para la vacuna contra el cólera. Participó en los ensayos comparativos de laboratorio comparativos de la OMS sobre las vacunas contra la fiebre tifoidea y contribuyó a la elaboración de normas estadounidenses revisadas. Finalmente, con colegas de los NIH, Pittman elaboró estándares para una única inyección de toxoide tetánico en mujeres embarazadas para proteger a los recién nacidos que, en las áreas rurales de Nueva Guinea, solían nacer sin ayuda y se dejaban durante un período de tiempo en el suelo desnudo.
En 1971, se jubiló oficialmente a la edad de setenta años, pero continuó trabajando en el NIH como «consultor no remunerado». A lo largo de su prolífica carrera, Pittman recibió numerosos premios, incluido un doctorado honorífico del Hendrix College y el Premio Federal de la Mujer en 1970. Para reconocer el arduo trabajo de su madre al ayudarla a ella y a sus hermanos a pagar su educación universitaria en Hendrix, Pittman creó en 1981 la Cátedra Distinguida Virginia A. McCormick Pittman. Recibió el premio EMD Millipore Alice C. Evans de la Sociedad Estadounidense de Microbiología en 1990. En 1994 se le concedió una cátedra de los Institutos Nacionales de Salud (NIH) en su nombre.
Una colección de sus documentos se conserva en la Biblioteca Nacional de Medicina de los NIH en Bethesda, Maryland y la Oficina de Historia de los NIH dispone una historia oral.
Margaret Pittman murió el 19 de agosto de 1995 en Cheverly, Maryland y está sepultada en Prairie Grove, Arkansas.